# Pont Regina Margherita
Le pont Regina Margherita (italien pour Reine Marguerite), également connu sous le nom de pont Margherita, est un pont de Rome (Italie). Il relie la Piazza della Libertà au quai Arnaldo da Brescia, dans les rioni Campo Marzio et Prati.

## Description
Le pont a été conçu par l'architecte Angelo Vescovali et construit entre 1886 et 1891; il a été consacré à Marguerite de Savoie, première reine d'Italie (1861-1946). Le pont sert de connexion directe entre le quartier de Prati et la Piazza del Popolo; il a été le premier pont en maçonnerie construit sur le Tibre depuis de nombreux siècles.
Il présente trois voûtes de maçonnerie avec habillage en travertin et mesure environ 110 mètres de long.